# Jamie Raskin

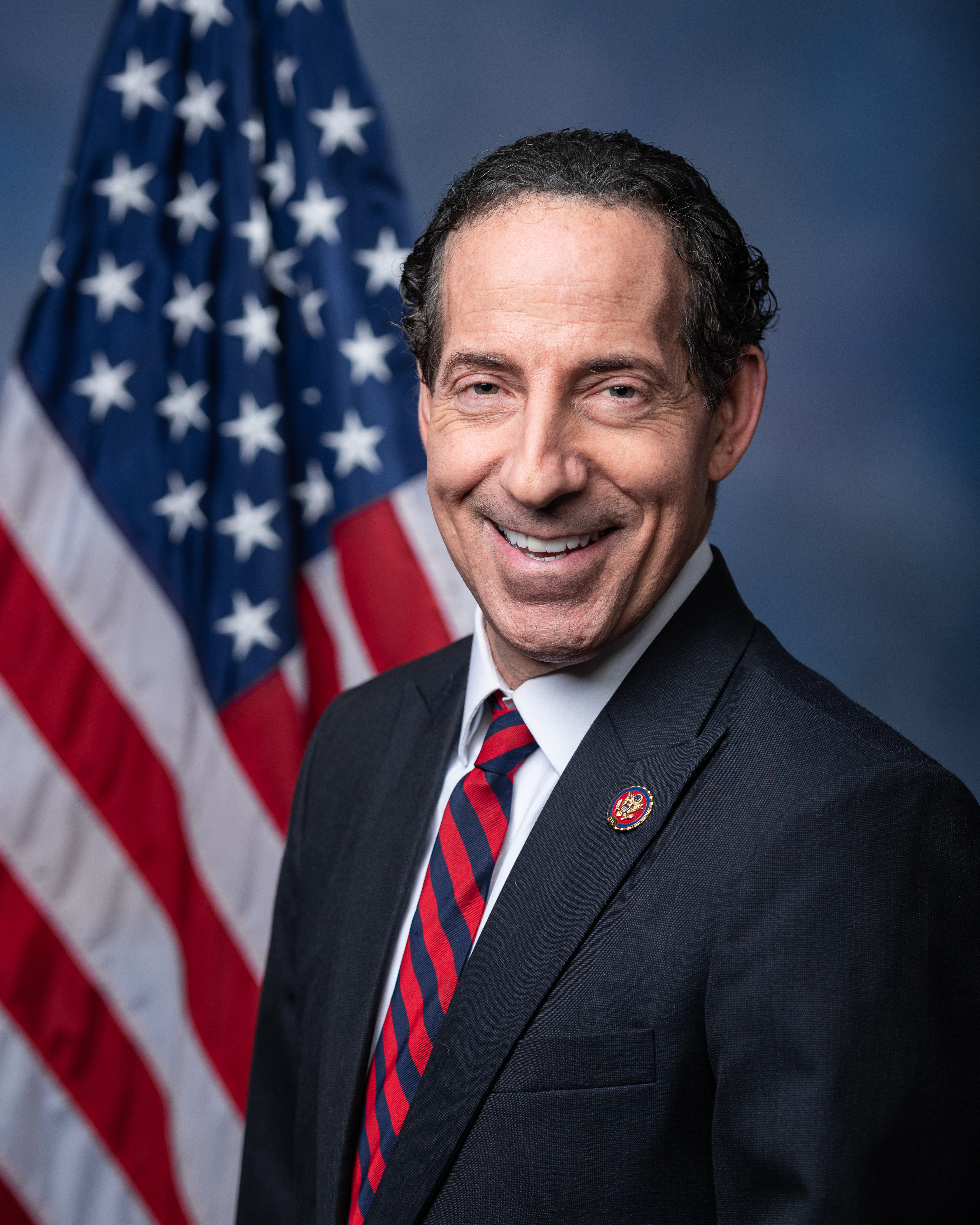
Jamie Raskin (2019)

Jamin Ben „Jamie“ Raskin (* 13. Dezember 1962 in Washington, D.C.) ist ein US-amerikanischer Rechtswissenschaftler und Politiker der Demokratischen Partei. Seit Januar 2017 vertritt er den achten Distrikt des Bundesstaats Maryland im US-Repräsentantenhaus.

## Ausbildung, Beruf & Privatleben
Zwischen 1979 und 1983 studierte Jamie Raskin an der Harvard University das Regierungswesen. Nach einem anschließenden Jurastudium an derselben Universität wurde er juristisch tätig. Zwischen 1985 und 1987 lehrte er das Fach Regierungswesen in Harvard und von 1989 bis 1991 war er stellvertretender Attorney General des Staates Maryland. Zwischenzeitlich gab er auch die Zeitschrift Harvard Law Review heraus. Von 1994 bis 1996 war Raskin stellvertretender Dekan der juristischen Fakultät der American University. In den Jahren 2002 und 2003 war er Gastprofessor am Sciences Po in Paris. Hauptberuflich ist er seit 1990 Professor für Rechtswissenschaft an der American University. Er ist mit Sarah Bloom Raskin, der stellvertretenden US-Finanzministerin von 2014 bis 2017, verheiratet und lebt privat in Takoma Park. In seiner Heimat ist er Mitglied zahlreicher Organisationen und Vereinigungen.
Im Mai 2010 wurde bei Raskin Darmkrebs diagnostiziert. Er erhielt sechs Wochen lang Bestrahlung und Chemotherapie sowie eine Operation zur Entfernung eines Teils seines Dickdarms, gefolgt von einer weiteren Chemotherapie bis Anfang 2011. 
Im Dezember 2022 gab Raskin bekannt, dass bei ihm ein diffuses großzelliges B-Zell-Lymphom diagnostiziert worden sei, und sagte, er werde sich einer weiteren Chemoimmuntherapie unterziehen, die er im April 2023 abschloss.
Im April sagte er, der Krebs sei in Remission.
Raskin hat zwei Töchter und einen Sohn, Tommy, der unter Depressionen litt und Ende 2020 durch Suizid starb.

## Politik
Politisch schloss er sich der Demokratischen Partei an. Seit 2010 gehörte er dem Senat von Maryland an, in dem er seit 2012 das Amt des Majority Whip bekleidete. Bei den Kongresswahlen des Jahres 2016 wurde Raskin im achten Wahlbezirk von Maryland gegen den Republikaner Dan Cox in das US-Repräsentantenhaus in Washington D.C. gewählt, wo er am 3. Januar 2017 die Nachfolge von Chris Van Hollen antrat, der in den US-Senat gewählt wurde. Er gewann auch die Wiederwahlen 2018, 2020, 2022 sowie 2024 und kann sein Amt bis heute ausüben. Seine aktuelle, insgesamt fünfte Legislaturperiode im Repräsentantenhaus des 119. Kongresses läuft noch bis zum 3. Januar 2027.
Jamie Raskin war Anklageführer des zweiten Amtsenthebungsverfahrens gegen Donald Trump.

### Ausschüsse
Raskin war im Juli 2022 Mitglied in folgenden Ausschüssen des Repräsentantenhauses:
- Committee on House Administration
- Committee on Oversight and Reform
  - Civil Rights and Civil Liberties (Vorsitz)
  - Government Operations
- Committee on Rules
  - Expedited Procedures (Vorsitz)
- Committee on the Judiciary
  - Antitrust, Commercial, and Administrative Law
  - The Constitution, Civil Rights, and Civil Liberties
- Congress Joint Committee on Printing
- Select Committee to Investigate the January 6th Attack
- Select Oversight Subcommittee on the Coronavirus Crisis

Im Jahr 2025 war Raskin lediglich noch Mitglied des Committee on the Judiciary.

## Werke
- 2003: Overruling Democracy: The Supreme Court versus the American People , Routledge, ISBN 978-0-203-50921-0
- 2014: We the Students: Supreme Court Cases For and About America’s Students , CQ Press, ISBN 978-1-4833-1919-3
- 2023: Das Undenkbare: Trauma, Tatsachen und die Tücken der amerikanischen Demokratie (Hrsg.) Irmtrud Wojak, Joaquín González Ibáñez und Holger Buck, BUXUS EDITION, Bochum 2023, ISBN 978-3-949379-09-3 (Deutsche Übersetzung)